# Artaces Paluni
Artaces Paluni (em latim: Artaces; em armênio: Արտակ; romaniz.: Artak) foi um nobre armênio (nacarar) do século V, membro da família Paluni, que esteve ativo no reinado do xainxá Isdigerdes II (r. 438–457).

## Nome
Artaces ou Artoces é a forma latina do armênio Artaque (Արտակ, Artak), que é formado por Arta, "verdade", e o sufixo diminutivo "-aque" (-ակ, -ak). Esse nome derivou do não atestado iraniano médio Artaque (*Artak), que por sua vez derivou do não atestado iraniano antigo Artaca (*R̥ta-ka-; um diminutivo de Arta, "verdade"). Foi registrado em persa médio como Ardague (𐭠𐭫𐭲𐭪𐭩, ʾltky), em georgiano como Artague (არტაგ, Artag), em siríaco como Ardaque (ܐܪܕܩ, ʾArdaq), em grego como Ártaco (em grego: Ἄρτακος, Ártakos) e em elamita como Irtuca (Ir-tuk-ka4).

## Contexto

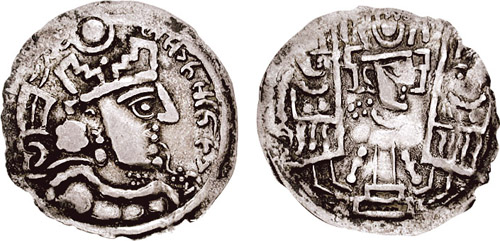
Dracma de r.

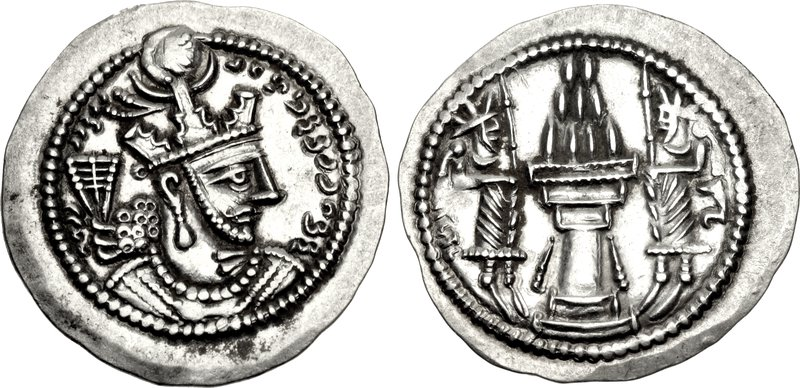
Dracma de r.

Em 428, os nacarares da Armênia peticionaram ao xainxá Vararanes V (r. 420–438) para que destronasse o rei Artaxias IV (r. 422–428) e abolisse a dinastia arsácida. Para governar o país, Vemir-Sapor foi nomeado como marzobã e e Vaanes II foi designado à tenência real. Vemir-Sapor morreu em 442, após uma administração considerada justa e liberal, na qual conseguiu manter a ordem sem ferir o sentimento nacional de frente. Vasaces I substituiu-o como marzobã. Vararanes permitiu a manutenção do cristianismo, enquanto procurava acabar com a influência do Império Bizantino sobre a Igreja da Armênia ao anexá-la à Igreja do Oriente. Contudo, seu filho e sucessor, Isdigerdes II (r. 438–457), era um pietista masdeísta e se comprometeu a impor o masdeísmo na Armênia.

## Vida
Artaces pertencia à família Paluni, mas sua parentela é desconhecida. Em 450-451, quando Vardanes II liderou uma grande revolta contra a autoridade de Isdigerdes II, permaneceu fiel à causa rebelde. Eliseu, o Armênio e Lázaro de Farpe mencionam que participou na Batalha de Avarair de 26 de maio de 451, onde foi martirizado.